# 611 Folsom Street
Pacbell Central, känd under det alternativa namnet 611 Folsom Street, är ett fönsterlöst höghus på Folsom Street och 2nd Street i stadsdelen South of Market i San Francisco, Kalifornien i USA. Byggnaden uppfördes 1995 med syftet att vara ett höghus för samhällsservice och där den skulle bland annat innehålla nätverksväxlar åt byggnadens ägare, den globala telekommunikationsföretaget AT&T, Inc. Den är den största byggnaden av sitt slag på hela USA:s västkust.
2006 kom byggnaden i blickfånget efter att det blev känt via en stämning, Hepting (Electronic Frontier Foundation) v. AT&T, att AT&T och den amerikanska signalspaningsmyndigheten National Security Agency (NSA) bedrev omfattande illegal avlyssning och kopiering av stamnät rörande internettrafik i USA från ett specialbyggt och sekretessbelagt rum med namnet Room 641A på byggnadens sjätte våning. Det är dock okänt om rummet är fortfarande aktivt eller ej eftersom visselblåsaren och nyckelvittnet Mark Klein pensionerade sig från AT&T 2004.